# Installation av USA:s president

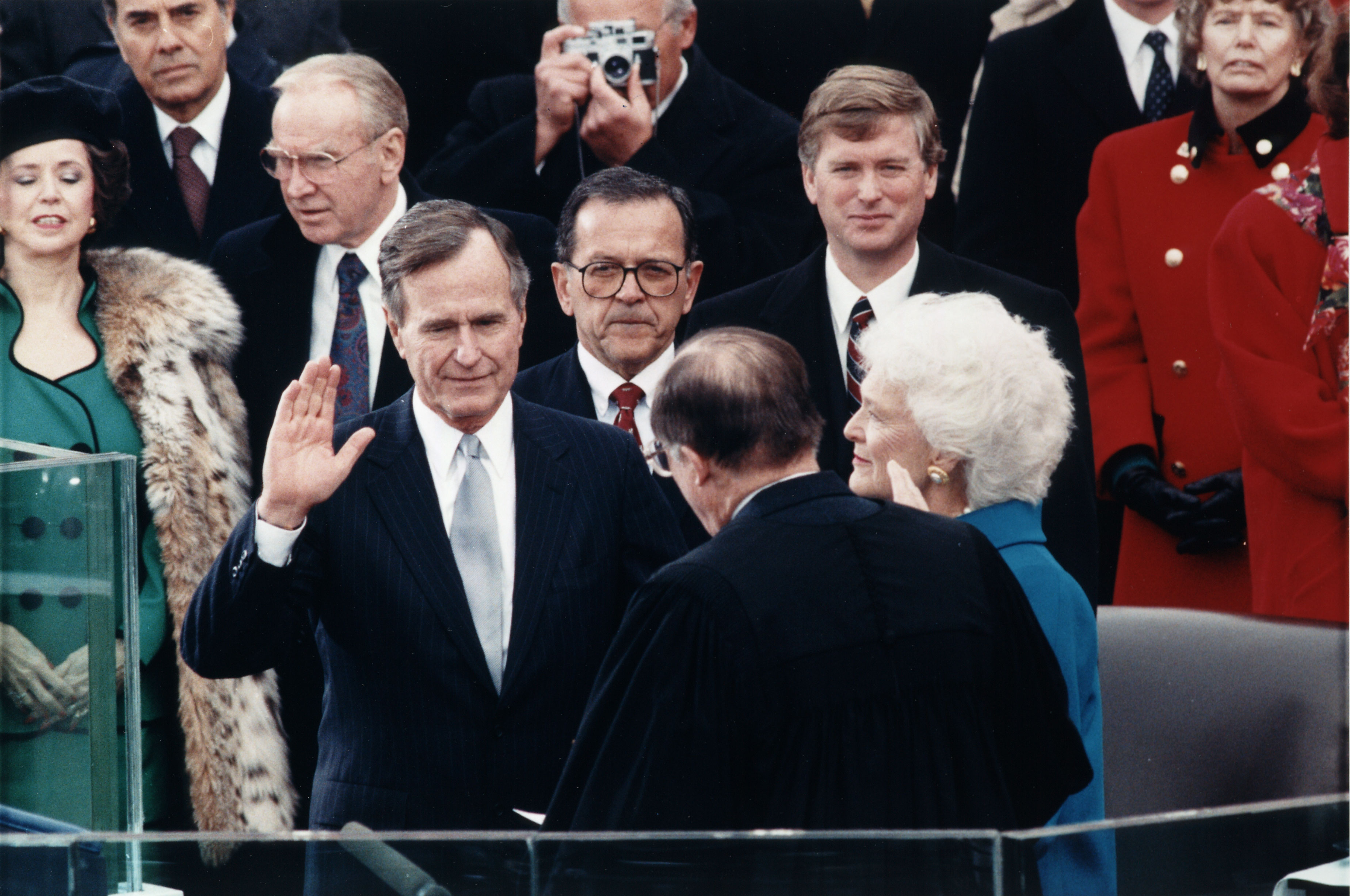
George H.W. Bush svär presidenteden vid sin installation, 1989.

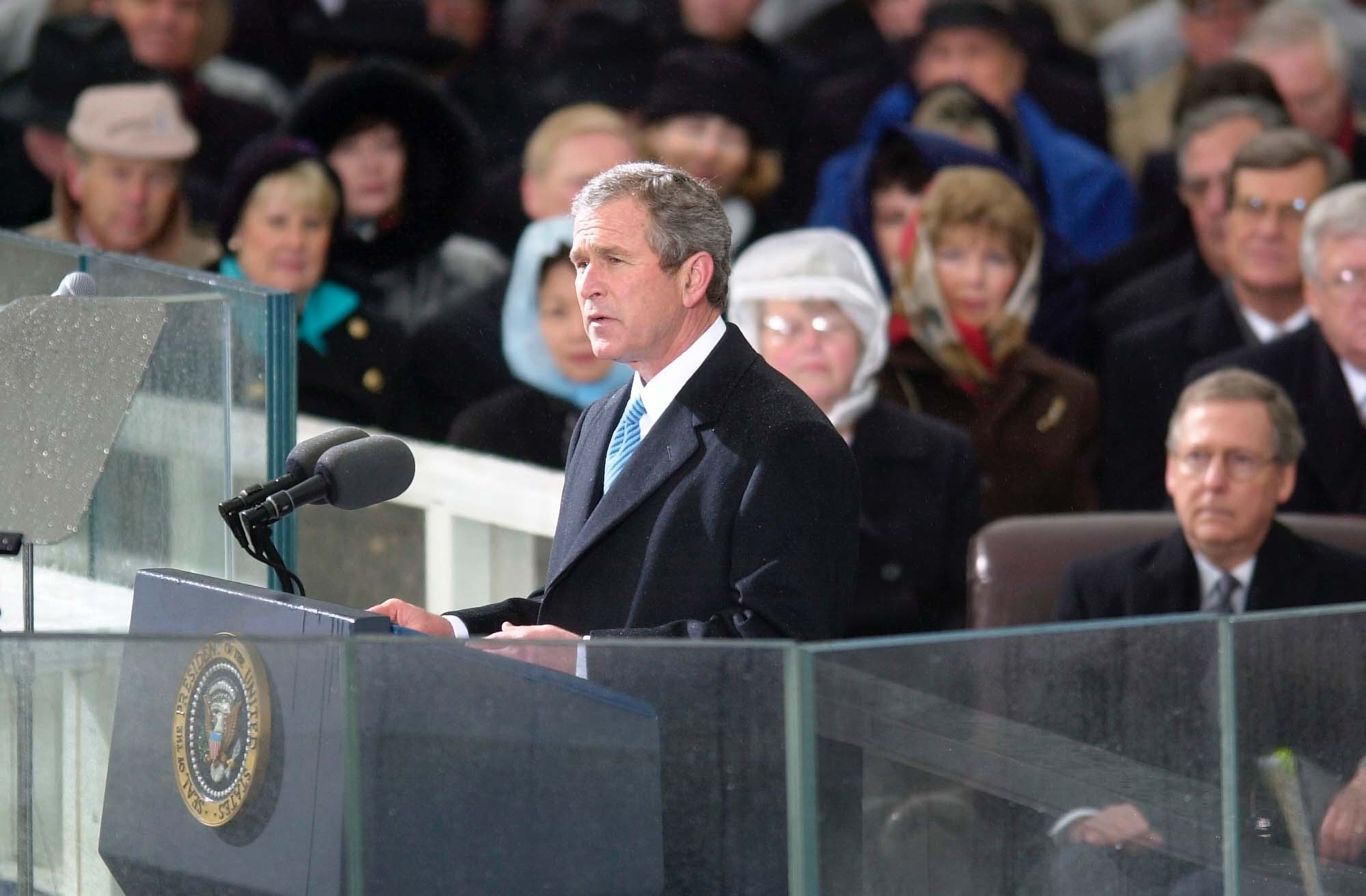
George W. Bush håller sitt installationstal, 2001.

Installationen av USA:s president är en ceremoni som markerar inledningen av en ny mandatperiod för USA:s president. Sedan 1937 sker denna den 20 januari, efter föregående års presidentval.

## Procedur

### Tid och plats
Ceremonin och maktöverförandet sker kl. 12:00 lokal tid på installationsdagen den 20 januari i  Washington, D.C.. Eden avläggs under översyn av chefsdomaren i Högsta Domstolen. Mellan president Martin Van Buren till president Jimmy Carter hölls ceremonin på Kapitoliums östra portik, med undantag då Franklin D. Roosevelt installerades 1945 då ceremonin hölls vid Vita husets södra sida. Sedan Ronald Reagan avlade eden 1981 hålls ceremonin istället framför Kapitoliums västra framsida. De enda undantagen från detta var installationen av William Howard Taft (1909) och Reagan (1985) som flyttades inomhus på grund av det kalla vädret.
Fram till 1933 var installationsdagen den 4 mars, men ändrades då till den 20 januari till följd av att man ratificerade det 20:e tillägget som förändrade tidpunkten på året då ämbetsperioden inleds.

### Presidenteden
Den amerikanska konstitutionen kräver att presidenten svär presidenteden innan vederbörande kan tillträda det högsta ämbetet i USA:
| ” | I (name) do solemnly swear (or affirm) that I will faithfully execute the Office of President of the United States, and will to the best of my Ability, preserve, protect and defend the Constitution of the United States. | „ |

”Jag (namn) svär högtidligen (eller lovar) att jag skall troget utöva Förenta Staternas presidentämbete och efter min bästa förmåga, upprätthålla, värna och försvara Förenta Staternas konstitution.”
Ända sedan chefsdomare Oliver Ellsworth förestavade eden för president John Adams, har ingen chefsdomare underlåtit att närvara vid installationsdagens ceremoni. När installationsdagen infaller på en söndag, har eden tagits emot antingen under privata former lördagen dessförinnan eller under publika former den påföljande måndagen. Åtta presidenters dödsfall och Richard Nixons avgång har gjort att presidenteden har avlagts på andra dagar. 1812 års krig och andra världskriget gjorde att två presidenteder har avlagts på andra håll än i Washington, D.C.
Mellan åren 1789 och 2005 har presidenteden förestavats av 14 chefsdomare i högsta domstolen, en biträdande domare i högsta domstolen, tre domare från lägre federala domstolar, två domare från delstaten New York och en notarius publicus. Även om alla med laglig rätt att förestava eden får svära in presidenten, har det bara varit ett fall där personen inte varit domare. John C. Coolidge, far till Calvin Coolidge, var en notarie på besök hos sin son, när den dåvarande vicepresidenten var på besök 1923 samtidigt som besked kom att president Warren G. Harding avlidit.
Det finns inget krav i USA:s konstitution på att en speciell bok används vid ceremonin när eden avläggs, inte heller att det måste vara en bok med religiös text. Det är ändå sedvanlig praxis att Bibeln används, i vissa fall uppslagen på en viss vers men oftast stängd. Barack Obama och Donald Trump använde båda samma exemplar av King James Bible som användes för Abraham Lincolns ämbetsed 1861, medan Joe Biden använde sin släkts familjebibel från 1893, som även använts tidigare av Biden för avlagda ämbetseder som senator och vicepresident.

### Installationstal
Efter att eden har avlagts, håller presidenten ett tal som ofta refereras till som installationstal. Fem presidenter har inte talat i samband med installationen. Samtliga dessa presidenter efterträdde en president som antingen avlidit eller avgått. Totalt har femtiofem installationstal anförts av trettiosju presidenter. George Washingtons andra installationstal var det kortaste, 135 ord, och William Henry Harrisons det längsta, på 8.495 ord.

### Närvarande gäster
Avgående president och vicepresident, den nyvalde vicepresidenten, Högsta domstolens domare samt ledamöter av Senaten och Representanthuset har normalt närvarit vid ceremonin, liksom högre militärer, tidigare presidenter, mottagare av Medal of Honor och andra dignitärer.
Under historien lopp har flera avgående presidenter avstått från att närvara vid efterträdarens installation.
- John Adams lämnade Washington D.C. på sennatten till sin gård före 1801 års installationen av Thomas Jefferson.[1]
- John Quincy Adams lämnade också Washington D.C. för att undvika 1829 års installation av Andrew Jackson.[1]
- Martin Van Buren avstod från att närvara vid 1841 års installation av William Henry Harrison.[2]
- Andrew Johnson sammankallade ett slutligt kabinettsmöte i stället för att närvara vid 1869 års installation av Ulysses S. Grant.[1][3]
- Woodrow Wilson for tillsammans med Harding till Kapitolium, men stannade av hälsoskäl inomhus i Kapitolium vid 1921 års installation av Warren G. Harding.[4]
- Richard Nixon avgick strax för kl. 12:00 den 9 juni 1974 och lämnade Vita Huset med helikopter till sitt hem i San Clemente i Kalifornien. Några minuter därefter svors Gerald Ford in i East Room i Vita huset.[5]
- Donald Trump deltog inte vid 2021 års installation av Joe Biden. Paresidentparet lämnade i stället Washington på förmiddagen med Air Force One från Joint Base Andrews till hemmet i Florida. Den avgående vicepresidenten Mike Pence och hustru deltog däremot i installationsceremonin.[3][6]